# Jarbe
Jarbe war ein Längenmaß im ehemals britisch-ostindischen Kalkutta.
- 1 Jarbe = 38,099 Millimeter (errechn.)

Die Maßkette war
- 1 Cubit/Haut = 2 Gheriahs/Gurahs = 4 Angullos = 12 Jarbes = 457,19 Millimeter[1]